# Yoshimi Kayama
Yoshimi Kayama (jap. 香山芳美 Kayama Yoshimi; ur. 17 października 1995) – japońska zapaśniczka walcząca w stylu wolnym. Srebrna medalistka mistrzostw Azji w 2015. Wicemistrzyni świata juniorów w 2015 roku. Zawodniczka Uniwersytetu Waseda.